# The Big Express
Albums de XTC
Mummer
(1983) Skylarking
(1986)
Singles
1. All You Pretty Girls
Sortie : septembre 1984
2. This World Over
Sortie : octobre 1984
3. Wake Up
Sortie : janvier 1985

The Big Express est le septième album du groupe XTC, sorti en octobre 1984.

## Titres
Toutes les chansons sont d'Andy Partridge, sauf mention contraire.

### Face 1
1. Wake Up (Colin Moulding) – 4:40
2. All You Pretty Girls – 3:40
3. Shake You Donkey Up – 4:19
4. Seagulls Screaming Kiss Her, Kiss Her – 3:50
5. This World Over – 5:37

### Face 2
1. (The Everyday Story of) Smalltown – 3:53
2. I Bought Myself a Liarbird – 2:49
3. Reign of Blows (Vote No Violence!) – 3:27
4. You're the Wish You Are I Had – 3:17
5. I Remember the Sun (Moulding) – 3:10
6. Train Running Low on Soul Coal – 5:19

### Titres bonus
L'édition remasterisée de The Big Express, sortie en 2001, inclut trois titres bonus :
1. Red Brick Dream – 2:01
2. Wash Away (Moulding) – 3:01
3. Blue Overall – 4:26

## Musiciens
- Andy Partridge : guitare, chant
- Colin Moulding : basse, chant
- Dave Gregory : guitare, claviers, chant

Avec :
- Peter Phipps : batterie, percussions
- Stuart Gordon : violon, alto
- Annie Huchrak : chœurs (1)
- Steve Saunders : euphonium (4)